# ジョン・ラッセル (第6代ベッドフォード公爵)
第6代ベッドフォード公爵ジョン・ラッセル（英: John Russell, 6th Duke of Bedford、1766年7月6日 - 1839年10月20日）は、イギリスの貴族。ガーター勲章勲爵士（KG）、枢密顧問官（PC）、法学博士（LL.D.）、ロンドン考古協会フェロー（FSA）。
ホイッグ党に所属し、初代グレンヴィル男爵ウィリアム・グレンヴィルの政権においてアイルランド総督（Lord Lieutenant of Ireland）を務めた。
1767年から1802年までは卿の儀礼称号を付けて「ジョン・ラッセル卿」と称した。

## 経歴
1766年7月6日にイングランドのベッドフォードシャー州ウォバーンにあるベッドフォード公爵家の邸宅ウォバーン・アビーで生まれ、8月2日にロンドンの聖ジャイルズ・イン・ザ・フィールズ教会で洗礼を受けた。父親は第4代ベッドフォード公爵ジョン・ラッセルの嫡子タヴィストック侯爵フランシス・ラッセル、母親は第2代アルベマール伯爵ウィレム・ヴァン・ケッペルの娘であるレディ・エリザベス。三人兄弟の次男であり、兄に第5代ベッドフォード公爵となるフランシスが、弟に庶民院議員を務めたウィリアムがいる。
1788年から1790年まで、及び一期挟んで1790年から襲爵する1802年までデヴォン州タヴィストック選挙区選出のホイッグ党所属庶民院議員。1802年に未婚のまま死去した兄の後を継いで第6代ベッドフォード公爵となり、貴族院に移る。
1806年2月12日、アイルランド総督に任じられ、同時に枢密顧問官に列せられた。総督には1807年まで在職し、その間は聖パトリック騎士団のグランド・マスターでもあった。
ベッドフォードは1830年10月25日にガーター勲章を授与された。
1839年10月20日にスコットランド・パースシャー州の Doune of Rothiemurchus で死去し、イングランドのバッキンガムシャー州チェニーズに葬られた。爵位は長男のタヴィストック侯爵フランシス・ラッセルが相続した。

## 家族
最初の妻は第4代トリントン子爵ジョージ・ビングの次女であるオナラブル・ジョージアナ・エリザベス・ビングで、1786年3月21日にブリュッセルで結婚した。彼女との間に三男をもうけた。
- 第7代ベッドフォード公爵フランシス・ラッセル （1788年 - 1861年） - 1839年襲爵
- ジョージ・ラッセル卿（英語版） （1790年 - 1846年） - 陸軍少将
- 初代ラッセル伯爵ジョン・ラッセル （1792年 - 1878年） - 1861年叙爵。イギリスの首相

1801年にジョージアナ・エリザベスと死別すると、1803年6月23日に第4代ゴードン公爵アレグザンダー・ゴードンの五女であるレディ・ジョージアナ・ゴードンと再婚した。式はロンドン・ホワイトホールのファイフ・ハウスにあった聖マーティン＝イン＝ザ＝フィールズ教会で行われた。後妻との間には七男三女をもうけた。

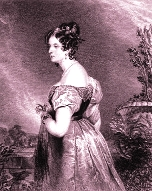
ベッドフォード公爵夫人ジョージアナ・ラッセル（旧姓ゴードン）

- レディ・ジョージアナ・エリザベス・ラッセル （1867年没）
- ライアススリー・ラッセル卿 （1804年 - 1886年） - ウィンザー聖堂参事会員
- エドワード・ラッセル卿（英語版） （1805年 - 1887年）
- チャールズ・ジェイムズ・フォックス・ラッセル卿（英語版） （1807年 - 1894年） - 陸軍中佐
- フランシス・ジョン・ラッセル卿 （1808年 - 1869年）
- レディ・ルイーザ・ジェイン・ラッセル（英語版） （1812年 - 1905年） - 初代アバコーン公爵ジェイムズ・ハミルトン夫人
- ヘンリー・ラッセル卿 （1816年 - 1842年）
- コスモ・ジョージ・ラッセル卿 （1817年 - 1875年）
- サー・アレグザンダー・ラッセル卿（英語版） （1821年 - 1907年） - 陸軍大将
- レディ・レイチェル・イヴリン・ラッセル （1826年 - 1898年）